# プレスリップ
| プレスリップとその他のスロースリップに違いはあるのか？ |

プレスリップ（pre-slip）とは、大きな地震が発生する際に、震源となる断層の破壊を誘導する微小な割れ目（破壊核）を形成する地震のこと。前兆すべりともいう。本震の前兆でもあるが、破壊核の形成に着目している点で前震とは異なる。

## アスペリティの形成とプレスリップ
高温高圧の地殻内で、岩盤が周囲から強い力（圧力や張力）を受けると、岩盤内に微小な割れ目（クラック）が多数形成される。強い力はあるところで一気に開放されて、割れ目伝いにずれて地震（地震動）を起こしながら断層を形成するのだが、この「本破壊」が起こるためには、アスペリティ（固着域）の形成が必要となる。
アスペリティとは、岩盤内にある無数の割れ目において両側が強くくっついて、強い摩擦力によりずれずに固まっている部分のことである。アスペリティは時間とともに成長する性質があり、時間とともにかかる力も増大するが、面積と強度も増していく。ただし、アスペリティの固着力にも限界があるため、限界点を超えるとずれてしまう。しかし、岩盤の中にも大小さまざまなアスペリティがあり、当然ながら弱くてずれやすい小さなアスペリティが先にずれる。
小さなアスペリティがずれている間も、大きなアスペリティは固着し続けている。また、すべり終えた小さなアスペリティはまた新たな面でくっついて新たなアスペリティを形成する。このように、岩盤にはある程度の耐力があり、耐えている間は定期的にずれる。そのずれの中には小さな地震も含まれる。
しかし、大きなアスペリティの固着力にも限界があり、ある程度の大きなアスペリティが滑るとそれをきっかけに、広い範囲のアスペリティがつられて動く。これが大地震の規模で起これば「本破壊」である。
プレスリップとは、「本破壊」に相当する規模の地震に先駆けて起こる、ある程度の大きさをもつすべりのことである。逆にいえば、プレスリップが起こらなければ、小破壊のみにとどまるので「本破壊」は起こらない。このような考え方をプレスリップモデルという。

## プレスリップの観測と予知
プレスリップは地震であったり、地震を伴わない変位のみであったりする（このため、厳密には「プレスリップは地殻変動である」としている）。地震であればマグニチュード（M）から分かるが、変位も加味して規模を考える。変位は経験式から、規模に換算して考える。
過去の観測や推定等から得られたデータによって、東海地震などのM8級の地震におけるプレスリップの規模はM6級相当であろうと推定されている。東海地震の予知のターゲットであるプレスリップは、この規模を目途にしている。
東海地震の場合、M6級相当のプレスリップが観測網の感知域内に発生すれば予知が可能だと考えられている。ただし、これが感知域外で発生したり、規模が小さなプレスリップ後に本震が発生した場合などでは、予知ができない。また、プレスリップに相当する変動などが発生しても、定常すべりであって本震が発生しない場合があり、空振りもありうる。
東海地震においては、次の3つの基準をもってプレスリップかその他の変動かを判断する。
1. 地殻変動の一定期間の変化量がプレート境界に置いた低角逆断層で説明可能なこと。
2. 異なる観測点の変化が同期しており、時系列の関数系が同一とみなせること。
3. 時間的変化に加速的傾向が認められること。

そのうえで、その変化が見られた観測点数やその他の状況から、東海地震に関連する情報の発表を判断する。